# La Fortuna Arenal Airport
La Fortuna Arenal Airport är en flygplats i Costa Rica.   Den ligger i provinsen Alajuela, i den nordvästra delen av landet, 80 km nordväst om huvudstaden San José. La Fortuna Arenal Airport ligger 107 meter över havet.
Terrängen runt La Fortuna Arenal Airport är platt åt nordost, men åt sydväst är den kuperad. Runt La Fortuna Arenal Airport är det ganska tätbefolkat, med 67 invånare per kvadratkilometer. Närmaste större samhälle är La Fortuna, 7,3 km väster om La Fortuna Arenal Airport. Omgivningarna runt La Fortuna Arenal Airport är en mosaik av jordbruksmark och naturlig växtlighet.